# 杨超 (体育舞蹈运动员)
杨超（1985年11月30日—），男，中国体育舞蹈运动员。
2010年11月，杨超代表中國出戰廣州亞運會，與谭轶凌合作參加體育舞蹈比賽的标准舞-快步及标准5项舞兩個項目，奪得兩面金牌的佳績。

## 外部連結
- 2010年亚洲运动会中国代表团 - 杨超 （页面存档备份，存于）